# Luftröhrenwurm
Der Luftröhrenwurm oder Gabelwurm (Syngamus trachea) lebt parasitisch in der Luftröhre von Hühnern und anderen Vögeln.

## Merkmale
Das Weibchen ist ca. 4 cm lang. Das Männchen ist zeitlebens fest mit dem Weibchen verbunden. 

## Lebenszyklus
Die Eier gelangen über die Luftröhre in den Rachen und von dort über den Magen-Darm-Trakt nach draußen. Der Wirt nimmt die Eier mit den bereits infektionsfähigen Larven entweder direkt auf, oder die Larven schlüpfen bereits in einem Zwischenwirt (Regenwurm, Schnecken, Fliegen etc.), wo sie sich allerdings nicht weiterentwickeln, und werden mit diesem zusammen gefressen. Aus dem Darm gelangen sie über das Blut zur Lunge und von dort in die Luftröhre.

## Schadwirkung
Durch einen Massenbefall wird die Atmung des Vogels beeinträchtigt und das Tier kann ersticken.